# روبن فريزر
روبن فريزر (بالإنجليزية: Robin Fraser)‏ (17 ديسمبر 1966 بكينغستون في جامايكا - ) هو مدرب كرة قدم ومعلق رياضي ولاعب كرة قدم أمريكي في مركز الدفاع. شارك مع منتخب الولايات المتحدة لكرة القدم. أما مع النوادي، فقد لعب مع كولورادو رابيدز وكولومبوس كرو ولوس أنجلوس غلاكسي وColorado Foxes ‏ وميامي فريدوم ‏.

## وصلات خارجية
- روبن فريزر على موقع الاتحاد الدولي (مؤرشف)  (الإنجليزية)
- روبن فريزر على موقع الدوري الأمريكي (الإنجليزية)
- روبن فريزر على موقع قاعدة بيانات كرة القدم.إي يو (الإنجليزية)
- روبن فريزر على موقع ناشيونال فوتبول تيمز (الإنجليزية)
- روبن فريزر على موقع عالم كرة القدم.نت (الإنجليزية)